# Московське (електродепо, Санкт-Петербург)
59°49′24″ пн. ш. 30°22′33″ сх. д. / 59.82333° пн. ш. 30.37583° сх. д.
ТЧ-3 «Московське» — депо Петербурзького метрополітену, розташоване на півдні Петербурга за станцією метро «Купчино» Московсько-Петроградської лінії.
Було відкрито 12 грудня 1972 за 13 днів до пуску найближчих станцій. З 1 серпня 2013 обслуговує потяги п'ятої лінії, до цього обслуговувало другу лінію.

## Колійний розвиток
У депо є сполучна гілка із залізницею, що виходить до вугільного складу за Вітебським проспектом, після гейта до залізничних колій, колії метрополітену знову відгалужуються, йдуть далі, заходять знову на територію депо і закінчуються складом рейок. Крім того, на паркових коліях є тупик, що йде в бік залізничної станції Купчино, але він не стикується із залізничними коліями, а закінчується закритими воротами. У нездійсненому варіанті кросплатформової пересадки між станціями метро і залізниці тут розміщувався другий, резервний гейт.

## Лінії, що обслуговувало
| Лінія                          | Роки                      |
| ------------------------------ | ------------------------- |
| Московсько-Петроградська лінія | 1972 — 2013               |
| Фрунзенсько-Приморська лінія   | З 2013 року до сьогодення |

## Ресурси Інтернету
- ТЧ-3 «Московське» на vagon.metro.ru [Архівовано 14 березня 2014 у Wayback Machine.](рос.)
- ТЧ-3 «Московське» на metro.vpeterburge.ru [Архівовано 26 лютого 2014 у Wayback Machine.](рос.)